# 우올뤼우에생랑베르

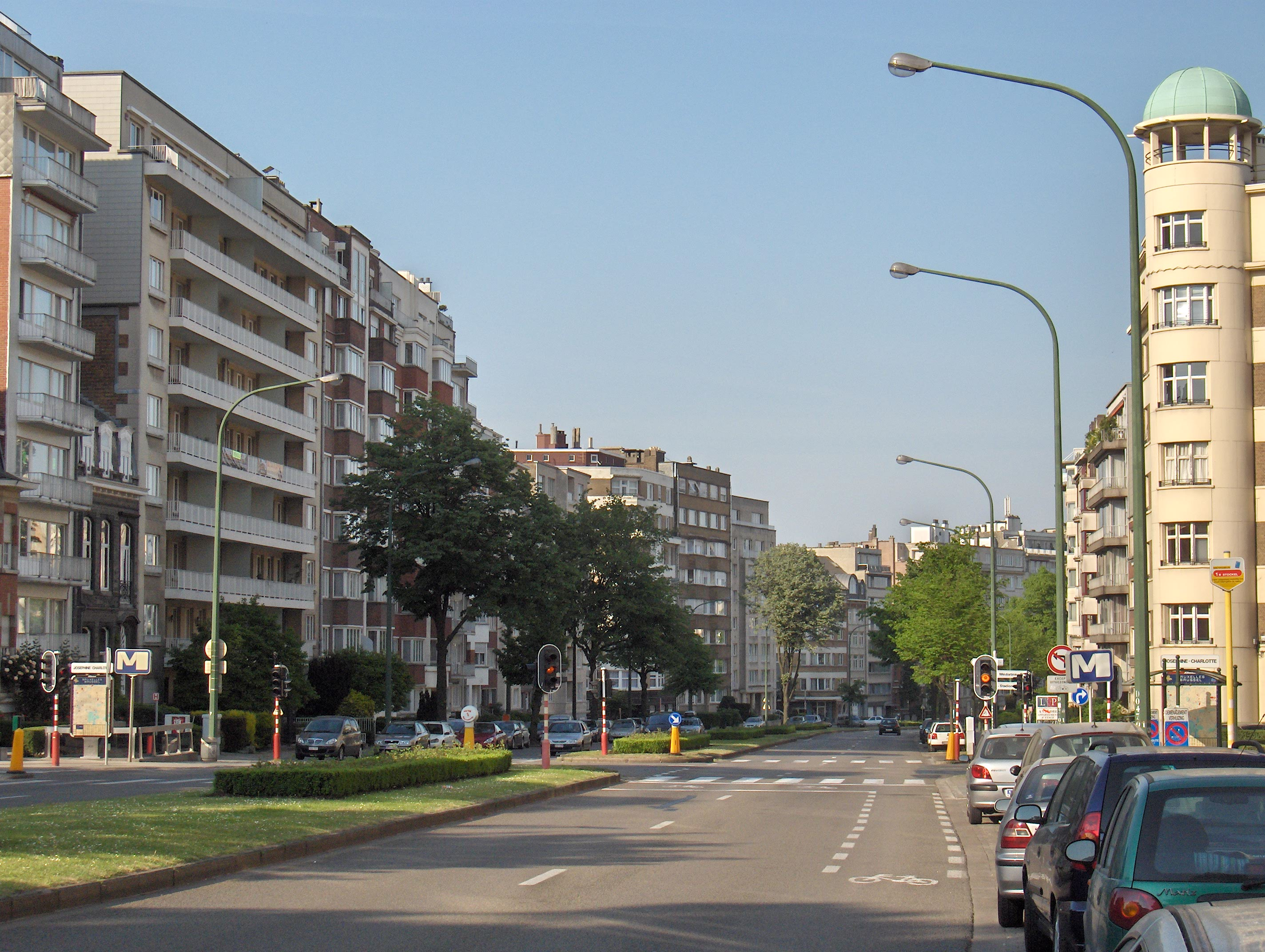
우올뤼우에생랑베르

우올뤼우에생랑베르(프랑스어: Woluwe-Saint-Lambert, 발음: [wolywe sɛ̃ lɑ̃bɛʁ]) 또는 신트람브레흐츠볼뤼어(네덜란드어: Sint-Lambrechts-Woluwe, 발음 [sɪnt ˈlɑmbrɛxts ˈʋoːlyu.ə] ( 듣기))는 벨기에 브뤼셀 수도 지역을 구성하는 19개 지방 자치체 가운데 하나로 면적은 7.22km2, 인구는 51,871명(2013년 1월 1일 기준), 인구 밀도는 7,200명/km2이다.

시기
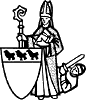
시 문장

## 같이 보기
- 우올뤼우에생피에르